# Vlucht 714
Vlucht 714 (Vol 714 pour Sydney) is het tweeëntwintigste album uit de reeks Kuifje-strips van de Belgische tekenaar Hergé (1907-1983). Het is voor het eerst als album verschenen in 1968. De Nederlandse versie verscheen in januari 1969. 
In 2004 verscheen in de collectie "De Kuifje archieven" een editie van het album onder de titel Vlucht 714 naar Sydney, dezelfde naam die het verhaal in 1966 kreeg in het weekblad Kuifje. Deze langere naam werd ook gebruikt in de A5-versie van het verhaal (2007) en in verzamelboxen.

## Verhaal
Kuifje, kapitein Haddock en professor Zonnebloem zijn op weg naar Sydney om het 'Internationaal Ruimtevaartcongres' bij te wonen. Tijdens een tussenlanding op luchthaven Kemayoran (bij Jakarta) ontmoeten ze hun oude vriend Pjotr Szut die hen aan zijn baas voorstelt, de excentrieke miljardair Laszlo Carreidas. Carreidas stelt voor om Kuifje, Haddock en Zonnebloem met zijn eigen supersonische privévliegtuig verder te vervoeren naar Sydney. Kuifjes heeft echter gevoelsmatig meteen door dat er zaken niet in de haak zijn: Carreidas' privésecretaris Spalding lijkt tijdens de vlucht opvallend zenuwachtig te worden, waarbij hij continu op zijn horloge kijkt. Ook blijken zowel de copiloot Colombani als de navigator Hans Boehm pas kort geleden te zijn aangenomen, nadat hun voorgangers door onduidelijke redenen onderweg ineens ziek werden of gewond raakten.
Kuifjes voorgevoelens blijken terecht als het vliegtuig tijdens de reis door Spalding, Boehm en Colombani wordt gekaapt. In plaats van naar Sydney te vliegen, landt het vliegtuig nu op het vulkaaneiland Pulau Pulau Bompa. Daar wordt de hele groep opgewacht door een criminele bende onder leiding van twee van Kuifjes oude vijanden: de eerder dood gewaande Roberto Rastapopoulos en diens rechterhand Allan Thompson. Zij hadden de kaping opgezet met behulp van een troep vrijheidsstrijders uit Sondonesië, en wijzigden hun plannen toen duidelijk werd dat ook Kuifje en diens vrienden in Carreidas' vliegtuig zaten. De hele bemanning van het gekaapte vliegtuig, behalve Carreidas zelf, wordt opgesloten in een bunker. Later willen de bandieten hen definitief uit de weg ruimen.
Rastapopoulos wil het geld van Carreidas' bankrekening halen door middel van het waarheidsserum van zijn assistent dokter Krollspell. Het serum werkt echter niet zoals gepland: Carreidas begint al zijn slechte, zelfzuchtige daden op te biechten, in plaats van het door Rastopopoulos gewenste rekeningnummer te geven. Tot overmaat van ramp krijgt Rastapopoulos per ongeluk zelf een injectie met het serum. Onder invloed van het serum geeft Rastapopoulos tegenover Krollspell toe dat hij van plan was om vrijwel al zijn handlangers, inclusief Krollspell, te vermoorden.
Kuifje en zijn vrienden weten met de hulp van Bobbie te ontsnappen uit de bunker. Kapitein Haddock en Kuifje nemen de benevelde Rastapopoulos en de dokter gevangen en bevrijden Carreidas. Rastapopoulos weet wanneer het serum bij hem is uitgewerkt te ontsnappen en vindt Allan terug. Allan trommelt de Sondonesiërs op om hen te achtervolgen. Kuifje hoort plotseling echter een vreemde stem in zijn hoofd, die hem de ingang van een geheim gangenstelsel wijst. De Sondonesiërs durven hier niet naar binnen te gaan, omdat zij het gebouw herkennen als een oude verboden tempel. Rastapopoulos gaat daarom enkel met Allan, Spalding, Colombani en Boehm achter hen aan. 
Door met behulp van de geheimzinnige stem bij een beeld een mechanisme in werking te zetten kunnen Kuifje en zijn vrienden diep in de tempel doordringen. Dokter Krollspell is ook bij hen, hij is uit zelfbehoud overgelopen. Inmiddels hebben ze  de onhandelbare Carreidas opnieuw gekneveld. In de tempel ontmoeten ze de wetenschapper Mik Ezdanitoff. Deze verklaart dat de tempel duizenden jaren geleden gebouwd is als een ontmoetingsplaats tussen ruimtewezens en een klein aantal ingewijde aardlingen, waaronder hijzelf. Ezdanitoff beschikt derhalve over een apparaat waarmee hij zijn gedachten op anderen kan overbrengen, zodat hij Kuifje en zijn vrienden de geheime gang in kon leiden.
Enige tijd later arriveren ook Rastapopoulos en zijn handlangers bij het beeld met de geheime doorgang, waar ze de hoed van Carreidas zien liggen. Ze kunnen het mechanisme echter niet vinden. Rastapopoulos laat Allan een lading explosieven halen om de hele zaak op te blazen. In de tussentijd vindt een lichte aardschok plaats. Allan komt zwaar toegetakeld terug bij Rastapopoulos: de Sondonesiërs zijn na de aardschok in blinde paniek op de vlucht geslagen en hebben Allan zwaar mishandeld toen hij hen probeerde tegen te houden. De schurken blazen de geheime ingang op, maar dit heeft catastrofale gevolgen. De ontploffing zorgt ervoor dat een door de aardbeving veroorzaakte scheur in de luchtsluis van de vulkaan nog groter wordt, zodat de tempel vol lava begint te stromen.
De vrienden slagen er onder leiding van Ezdanitoff in om op tijd het kratermeer te bereiken. Zonnebloem blijft achter in de gangen waar hij iets ontdekt; Kuifje kan hem nog net op tijd redden. Kuifje en zijn vrienden worden hierna door Ezdanitoff onder hypnose gebracht en meegenomen door een ufo, vlak voordat de grote eruptie plaatsvindt. Rastapopoulos en zijn vier handlangers hebben de ramp ook overleefd door in de rubberboot van Carreidas' vliegtuig te vluchten. Ze worden door de ufo ontdekt en door Ezdanitoff gehypnotiseerd, waarna ze aan boord van de ufo worden gehaald en door de aliens meegenomen naar een onbekende bestemming.  Kuifje en zijn gezelschap (behalve dokter Krollspell, die elders wordt achtergelaten) worden nog steeds onder hypnose afgezet in de rubberboot. De volgende dag worden ze ontdekt door een vliegtuig dat opnamen van de uitbarsting maakt. 
Nadien weten de vrienden, door toedoen van Ezdanitoffs hypnotische krachten, vrijwel niets meer van het gebeurde. Iedereen denkt dat Spalding en de piloten van het vliegtuig, die nog steeds worden vermist, op tragische wijze zijn omgekomen. Dokter Krollspell is elders levend teruggevonden, maar ook hij is het hele avontuur vergeten. Zonnebloem onthult ten slotte nog iets bijzonders: het geheimzinnige voorwerp dat hij in de grotten vond. Hoewel hij zich niet kan herinneren waar hij dit gevonden heeft, wijst een grondige analyse uit dat het gaat om een legering van nikkel, ijzer en kobalt. Dergelijk puur kobalt bestaat niet op Aarde, dus moet het voorwerp wel uit de ruimte afkomstig zijn. Serafijn Lampion ziet het hele verslag van de gebeurtenissen op televisie.

## Achtergronden
- Voor Mik Ezdanitoff ("is-dat-niet-tof?"), van het blad Komeet baseerde Hergé zich rechtstreeks op de Franse schrijver en televisiepersoonlijkheid Jacques Bergier, samen met Louis Pauwels oprichter van het blad Planète.
- Het supersonische vliegtuig in dit album, de Carreidas 160, werd ontworpen door medewerker Roger Leloup, die later zijn eigen stripreeks Yoko Tsuno opstartte.
- Het personage Laszlo Carreidas is gebaseerd op de Franse luchtvaartpionier Marcel Dassault.
- De naam van het fictieve eiland Sondonesië is, behalve een verwijzing naar Indonesië, ook een toespeling op een nog te vormen onafhankelijk land, ontstaan uit de Soenda-eilanden.
- Het verhaal bevat enkele impliciete en expliciete verwijzingen naar de Tweede Wereldoorlog. Zo heeft kapitein Haddock het bijvoorbeeld over "een bende Messerschmitts", als hij vanwege een vuurgevecht gedwongen is tussen de vleermuizen te duiken. Carreidas vertelt aan het eind van het verhaal dat zijn verloren gegane hoed een "Bross en Clackwell van voor de oorlog" was. Impliciete verwijzingen zijn er in de vorm van de boosaardige dr. Krollspell, die volgens Hergé een voormalig nazi-geleerde zou zijn, en de piloot met de Duits aandoende naam Hans Boehm.
- Oorspronkelijk had Hergé 64 pagina's voor dit verhaal uitgetrokken. Vanwege het verplichte formaat van 62 pagina's is een twee pagina's durende scène aan het eind, waarin de rubberboot waar Kuifje en zijn vrienden in zitten uit zee wordt gered, volledig weggelaten.[1]
- Dit Kuifje-verhaal lijkt zich, op de laatste drie pagina's na, af te spelen binnen 24 uur.
- In het grootste deel van dit verhaal en in het laatste volledig afgewerkte album uit de reeks (Kuifje en de Picaro's) paste Hergé een iets andere tekenstijl toe, met o.a. meer close-ups.
- Net als Kuifje en de Picaro's zijn niet alle bondgenoten van Kuifje moreel gezien onder de "goeden" te rekenen. Carreidas blijkt een onsympathieke, kleingeestige man, die zich weinig om zijn medemens bekommert en op kinderachtige wijze zeeslag speelt terwijl hij op het scherm van zijn tegenstander spiekt. Dr. Krollspell is in eerste instantie een handlanger van Rastapopoulos, maar loopt uiteindelijk over naar Kuifjes zijde; hij doet dit echter niet zozeer uit gewetensbezwaren, maar omdat hij er inmiddels achter is dat Rastapopoulos van plan was om ook hem te vermoorden.

## Publicatie
De ballonstrip werd voor het eerst gepubliceerd in de weekbladen Kuifje en zijn Franstalige evenknie Tintin. Wekelijks, van week 39 in 1966 tot en met week 34 in 1967, werd er één pagina met vier stroken afgedrukt. Het eerste album kwam uit in mei 1968.

## Varia
- Aan het begin van Jan Wolkers' boek Turks fruit wordt de ruzie tussen Carreidas en Rastapopoulos op het moment dat beiden onder invloed van het waarheidsserum zijn aangehaald.[3]
- Het uitgangspunt van de televisieserie Lost is zeer vergelijkbaar met Vlucht 714 naar Sydney. De personages vinden bijvoorbeeld ondergrondse architectuur en tunnels, en treffen verschillende bedreigende en surrealistische situaties waarbij sommigen gegijzeld worden. In de strip was Sydney de bestemming, terwijl in Lost Oceanic Vlucht 815 vanuit Sydney vertrok.